# Casalbore
Casalbore ist eine italienische Gemeinde mit 1554 Einwohnern (Stand 31. Dezember 2023) in der Provinz Avellino in der Region Kampanien. Sie ist Teil der Bergkommune Comunità Montana dell’Ufita.

## Geografie
Die Nachbargemeinden sind Buonalbergo (BN), Ginestra degli Schiavoni (BN), Montecalvo Irpino und San Giorgio La Molara (BN). Die Ortsteile lauten Cupa, Cupazzo, Frascino, Mainardi, Pagliarone, San Ferro, Sant’Elia, Schiavonesca und Todino.